# Международный биографический центр
Международный биографический центр (англ. IBC — International Biographical Centre) — издательство, принадлежащее Melrose Press Ltd, специализируется на издании биографических книг, энциклопедических справочников персоналий и прочих изданий в жанре «vanity press» (то есть с оплатой автором попадания в справочник). Расположено в Кембридже (Великобритания). Правительство Западной Австралии охарактеризовало деятельность этого центра как мошенничество (scam).
Издательство опубликовало около миллиона биографий в свыше чем 150 собственных справочных изданиях. IBC также вручает многочисленные награды (дипломы и памятные медали). По утверждениям центра, награды вручаются за литературные, научные и политические достижения.
Выпущенное правительством Западной Австралии предупреждение утверждает, что центр берёт достаточно значительную плату за свои сертификаты, а также что распространяемый центром материал «создаёт ложное впечатление о его статусе (creates a false impression about the credentials of the organisation)» и «ложно подразумевает, что получатель письма был отобран путём специального исследовательского процесса, принимающего во внимание работу и квалификацию (wrongly implies that the receiver of the letter has been picked through a special research process considering their work and qualifications)». То же предупреждение цитирует употребляемую на блогах характеристику публикаций центра как «Кто есть кто среди доверчивых людей». В другом случае координатор по информации для потребителей департамента юстиции штата Орегон охарактеризовала деятельность этой и нескольких подобных организаций как подозрительную.

## Книги
web-архивы:
- «2000 выдающихся учёных 20-го столетия» (англ. 2000 Outstanding Scholars of the 20th Century) — справочник, изданный Международным биографическим центром в 2000 году.
- «2000 выдающихся интеллектуалов 21-го столетия» (англ. 2000 Outstanding Intellectuals of the 21st Century) — справочник, изданный Международным биографическим центром в 2017 году.